# Wereldkampioenschappen schaatsen afstanden 2020 - 10.000 meter mannen
De 10.000 meter mannen op de wereldkampioenschappen schaatsen afstanden 2020 werd gereden op zaterdag 14 februari 2020 in het ijsstadion Utah Olympic Oval in Salt Lake City, Verenigde Staten. Nederlander Jorrit Bergsma was de titelverdediger.
Het werd om meerdere redenen een historische wedstrijd. Alle voorgaande wereldtitels op de tien kilometer waren gewonnen door Nederlanders, maar Nederland won deze editie voor het eerst niet eens een medaille. De eerste niet-Nederlandse wereldkampioen 10.000 meter werd de Canadees Graeme Fish in een nieuw wereldrecord. Verder was het opmerkelijk dat er drie schaatsers voortijdig uit de wedstrijd stapten en dat zonder val.

## Statistieken

### Uitslag
| #      | Schaatser             | Tijd           |
| ------ | --------------------- | -------------- |
| Goud   | Graeme Fish           | 12.33,86 BR/WR |
| Zilver | Ted-Jan Bloemen       | 12.45,01       |
| Brons  | Patrick Beckert       | 12.47,93       |
| 4      | Jorrit Bergsma        | 12.48,45       |
| 5      | Ryosuke Tsuchiya      | 12.55,62       |
| 6      | Davide Ghiotto        | 12.58,30       |
| 7      | Timothy Loubineaud    | 12.58,97       |
| 8      | Patrick Roest         | 13.03,90       |
| 9      | Peter Michael         | 13.19,72       |
| 10     | Dmitry Morozov        | DNF            |
| 10     | Nicola Tumolero       | DNF            |
| 10     | Aleksandr Roemjantsev | DNF            |

1996 · 
1997 · 
1998 · 
1999 · 
2000 · 
2001 · 
2003 · 
2004 · 
2005 · 
2007 · 
2008 · 
2009 · 
2011 · 
2012 · 
2013 · 
2015 · 
2016 · 
2017 · 
2019 ·
2020 ·
2021 ·
2023 ·
2024 ·
2025